# Giro di Lombardia 1925
Il Giro di Lombardia 1925, ventunesima edizione della corsa, fu disputata il 4 novembre 1925, su un percorso totale di 251 km. Fu vinta dall'italiano Alfredo Binda, giunto al traguardo con il tempo di 8h43'40", alla media di 28,804 km/h, precedendo i connazionali Battista Giuntelli e Ermanno Vallazza. Costante Girardengo, giunto al traguardo in seconda posizione a 6'45'' dal vincitore, è stato squalificato per non essersi fermato a firmare il foglio di controllo a Grantola.
Presero il via da Milano 79 ciclisti e 46 di essi portarono a termine la gara.

## Ordine d'arrivo (Top 10)
| Pos. | Corridore           | Squadra                     | Tempo    |
| ---- | ------------------- | --------------------------- | -------- |
| 1    | Alfredo Binda       | Legnano-Pirelli             | 8h43'40" |
| 2    | Battista Giuntelli  | -                           | a 8'20"  |
| 3    | Ermanno Vallazza    | Legnano-Pirelli             | a 10'30" |
| 4    | Adriano Zanaga      | La Française-Diamant-Dunlop | a 15'00" |
| 5    | Giovanni Brunero    | Legnano-Pirelli             | s.t.     |
| 6    | Bartolomeo Aimo     | Alcyon-Dunlop               | a 15'01" |
| 7    | Egidio Picchiottino | Maino                       | s.t.     |
| 8    | Marco Giuntelli     | -                           | a 16'30" |
| 9    | Giuseppe Pancera    | Legnano-Pirelli             | a 17'40" |
| 10   | Michele Robotti     | -                           | s.t.     |